# Roland Harsch

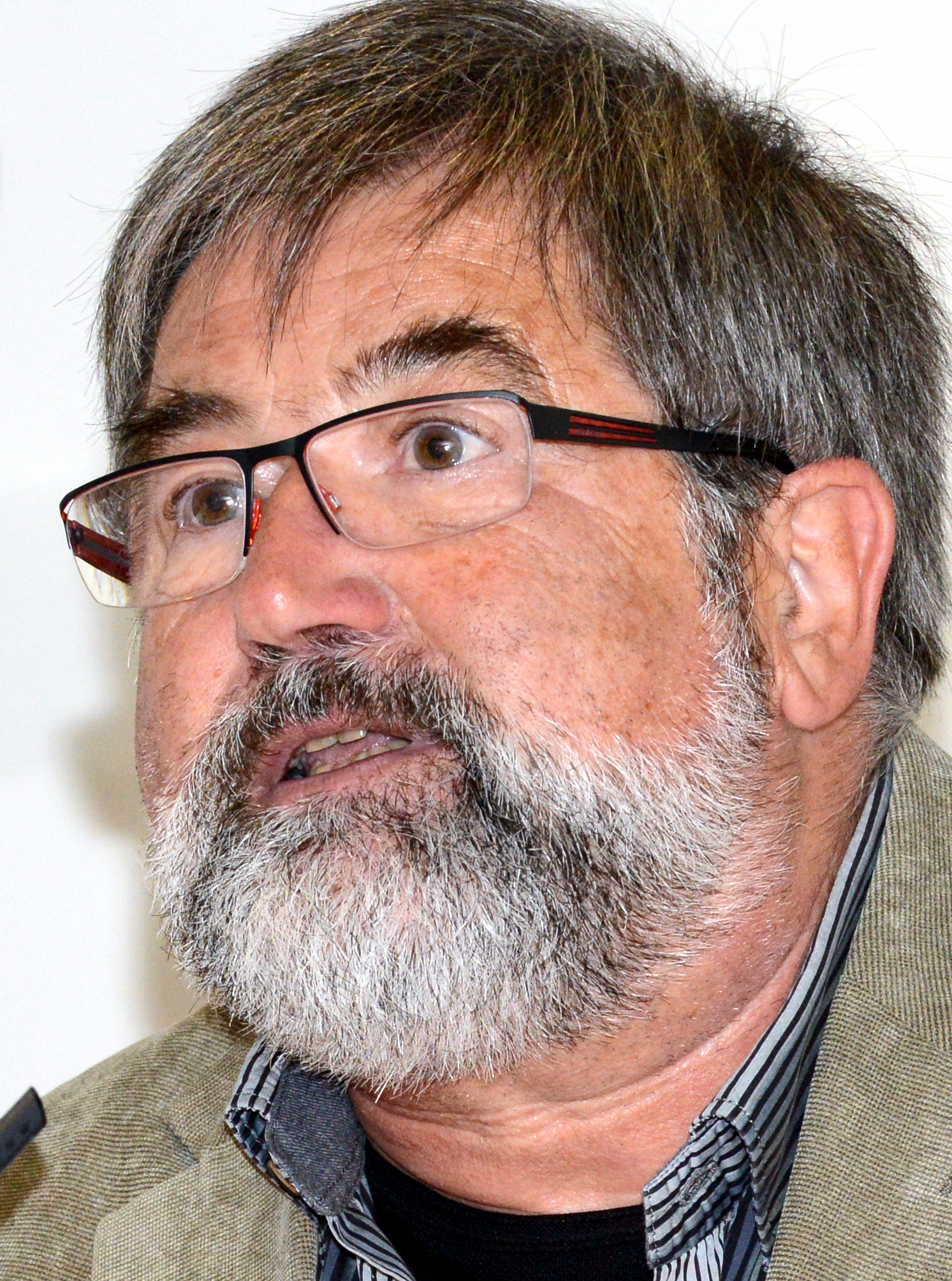
Roland Harsch, November 2014

Roland Harsch (* 24. Juli 1951 in Luxemburg) ist ein luxemburgischer Musiker und Schriftsteller.
Der Sohn eines Militärmusikers besuchte neben der Schule auch das Konservatorium, ehe er Germanistik und Anglistik in Wien und Trier studierte. 1973 bis 1975 hatte er einen Lehrauftrag für Klavier an der Musikschule Echternach und arbeitete danach als Gymnasiallehrer für Deutsch. Er veröffentlichte neben Beiträgen in D’Lëtzebuerger Land, Les Cahiers luxembourgeois, Den neie Feierkrop und woxx auch Theaterstücke und Kabarett-Texte.

## Auszeichnungen
- 1990: de gellene Schniewel
- 2001: Prix Servais

## Werke
- 1996: Musikalische Federspiele. Divertimento in neun Sätzen, Illustrationen von Carlo Schmitz, Éd. de l'Apess, Diekirch. ISBN 2-87979-207-X
- 1997: Kalendarium für geplagte Stadt- und Landleut, Éd. de l'Apess, Diekirch. ISBN   2-87979-208-8
- 2000: Laub und Nadel, Zeichnungen von Carlo Schmitz, Ed. Le Phare, Esch/Alzette. ISBN 2-87979-211-8
- 2004: Parodies ... und das, Zeichnungen von Carlo Schmitz, Éd. de l'Apess, Diekirch. ISBN 2-87979-214-2
- 2012: DUDA. Kurioses aus dem Rotstiftmilieu, Ed. Binsfeld, Luxemburg. ISBN 978-2-87954-249-2
- 2014: Rasch(t) Auer, Gedichter a Prosa, Éditions Guy Binsfeld, 280 S. ISBN 978-2-87954-286-7